# Tintagel (hrad)
Hrad Tintagel / tɪnˈtædʒəl / (kornsky: Dintagel) je středověké opevnění na poloostrově ostrova Tintagel Island, sousedícího s vesnicí Tintagel (Trevena) v severním Cornwallu ve Velké Británii. Místo bylo pravděpodobně obýváno během období římské nadvlády, protože na poloostrově bylo nalezeno množství artefaktů pocházejících z tohoto období, ale dosud se neprokázalo, že by zde existovala nějaká římská stavba. V raném středověku bylo osídleno, kdy zde pravděpodobně bylo jedno ze sezónních sídel regionálního krále Dumnonie. Během vrcholného středověku zde ve 13. století postavil hrad Richard, 1. hrabě z Cornwallu. Hrad se později rozpadl a stal se zříceninou.

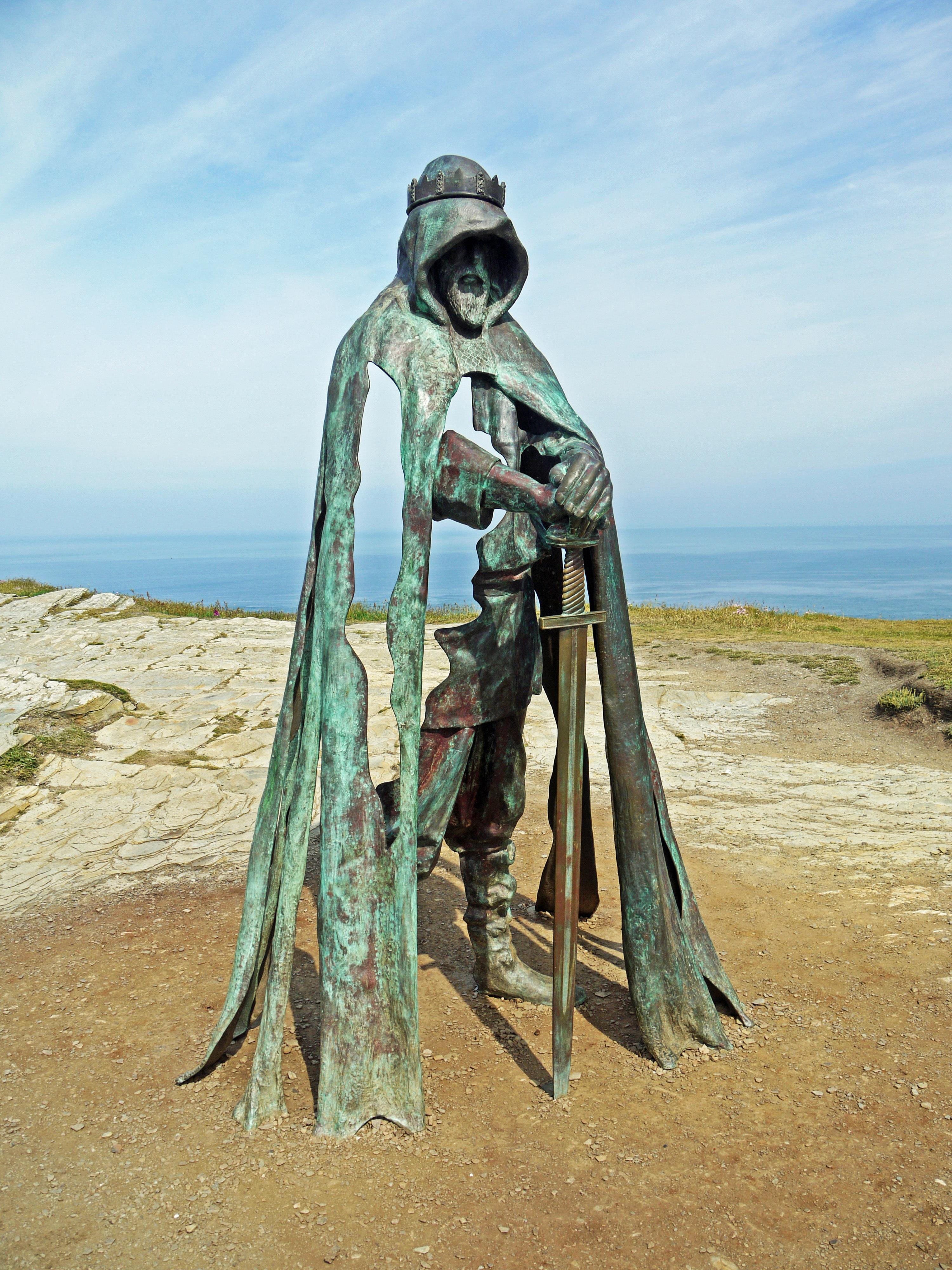
Socha krále Artuše na útesech u Tintagelu

Archeologický výzkum místa začal v 19. století, protože se stalo turistickou atrakcí. Návštěvníky lákala zřícenina Richardova hradu. Ve 30. letech 20. století odhalily vykopávky významné stopy mnohem dřívějšího sídla vysoce postavené osoby, které mělo během pozdní antiky obchodní vztahy se Středomořím.
Hrad je dlouho spojován s legendami souvisejícími s králem Artušem. První zmínka je z 12. století, když Geoffrey z Monmouthu ve svém mytologickém popisu britské historie Historia Regum Britanniae popsal Tintagel jako místo Artušova početí. Geoffrey vyprávěl příběh, jak byl Artušův otec král Uther Pendragon proměněn Merlinovým kouzlem, aby vypadal jako Gorlois, vévoda z Cornwallu a manžel Igraine, Artušovy matky.
Hrad Tintagel je turistickým cílem od poloviny 19. století. Je ve vlastnictví Williama, prince z Walesu, jako součást pozemkové držby jeho cornwallského vévodství a areál je spravován kulturní neziskovou organizací English Heritage.

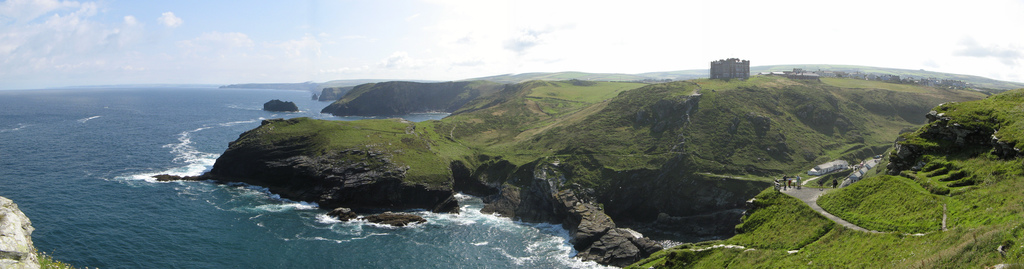
Panoráma exteriéru hradu Tintagel. V popředí hotel Camelot Castle Hotel a ostroh Barras Head.